# Réseau de renseignement de Portland

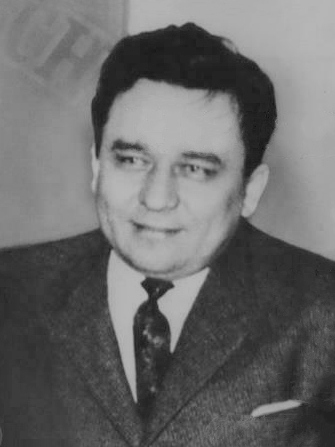
Konon Molody, utilisant la couverture de Gordon Lonsdale, en 1961.

Le réseau de renseignement de Portland (en anglais : Portland spy ring) est un réseau d'espionnage actif au Royaume-Uni entre 1953 et 1961. Il est composé de cinq personnes qui ont obtenu des documents de s 66 ER, lliche classifiés auprès de l'Admiralty Underwater Weapons Establishment (en) (AUWE), sur l'île de Portland, dans le Dorset, afin de les communiquer à l'Union des républiques socialistes soviétiques (URSS).
Deux des membres du groupe, Harry Houghton et Ethel Gee (en), sont britanniques. Ils travaillent à l'AUWE et ont accès aux zones où sont stockées les recherches de l'institut. Après l'obtention des informations, celles-ci sont transmises à leur officier traitant, Konon Molody, qui agit sous la couverture de Gordon Lonsdale. Cet agent du KGB opère au Royaume-Uni sous un passeport canadien. Lonsdale transmet les documents au format micropoint à Lona et Morris Cohen, deux communistes américains installés au Royaume-Uni sous des passeports néo-zélandais aux noms d'Helen et de Peter Kroger. Les Kroger transmettent les informations à Moscou, souvent sous couvert d'un libraire de livres anciens.
Le réseau est démasqué en 1960 à la suite d'une dénonciation de l'espion polonais Michal Goleniewski concernant une taupe au sein de l'Amirauté. Les informations qu'il fournit suffisent à identifier Houghton. La surveillance du MI5, le service de contre-espionnage britannique, bien que tardive, établit le lien entre Houghton et Gee, puis entre eux et Lonsdale, et enfin les Kroger. Tous les cinq sont arrêtés en janvier 1961 et jugés en mars de la même année. Les peines prononcées contre le groupe sont de quinze ans (pour Houghton et Gee), vingt ans (pour les Kroger) et vingt-cinq ans (pour Lonsdale).
Lonsdale est libéré en 1964 lors d'un échange d'espions avec l'homme d'affaires britannique Greville Wynne. Les Kroger sont échangés en octobre 1969 dans le cadre d'un échange avec Gerald Brooke (en), un ressortissant britannique détenu sur la base de déclarations largement falsifiées. Les derniers à être libérés sont Houghton et Gee, qui bénéficient d'une libération anticipée en mai 1970.